# Вильсон, Роберт Романович
Ро́берт Рома́нович Ви́льсон (около 1740—1819) — англичанин на русской службе, офицер Российского императорского флота, участник русско-турецкой войны 1787—1791 годов, сражения у Фидониси, Керченского сражения и сражения у мыса Тендра. Георгиевский кавалер, вице-адмирал, начальник эскадр Черноморского флота.

## Биография
В 1770 году поступил из английской службы волонтёром на русскую службу во флот, находившийся в Архипелаге. 9 апреля 1773 года был принят на службу лейтенантом. На фрегате «Венера» плавал между Архипелагом и Ливорно. В 1774 году на том же фрегате перешёл из Ливорно в Кронштадт. В 1775 году был в плавании в Балтийском море. В 1776 году командовал фрегатом «Африка» при кронштадтском порте. В 1777 году командуя яхтой «Дукесса Кенстон», плавал у Красной горки. 30 апреля 1780 года произведён в капитан-лейтенанты. В 1781 году, командуя фрегатом «Парос», занимал брандвахтенный пост на кронштадтском рейде. В 1782 году вновь командовал фрегатом «Африка» при кронштадтском порте. В следующем году, командуя последовательно фрегатом «Воин», яхтой «Быстрая» и бомбардирским кораблём «Страшный», плавал с флотом в Балтийском море. 13 июня 1783 года, в числе лучших офицеров, посланных для формирования экипажей строящихся в Херсоне кораблей, переведён на Черноморский флот.
В 1784 году назначен командиром новопостроенного фрегата «Лёгкий», ежегодно плавал с флотом в Чёрном море. 1 мая 1786 года произведён в капитаны 2 ранга. Участник русско-турецкой войны 1787—1791 годов. 3 июля 1788 года фрегат, в составе эскадры М. И. Войновича, участвовал в сражении у острова Федониси. 14 апреля 1789 года произведён в капитаны 1 ранга и назначен командиром 50-пушечного фрегата «Апостол Андрей». 16 мая 1790 года фрегат вошел в состав эскадры контр-адмирала Ф. Ф. Ушакова. Эскадра вышла из Севастополя к анатолийскому берегу и к 21 мая прибыла к Синопу, где фрегат участвовал в бомбардировке турецких батарей и судов, находящиеся в бухте. В мае фрегат перешёл к Анапе, где 1 июня, вместе с другими кораблями эскадры вёл бомбардировку крепости и турецких судов, а затем вернулся в Севастополь. 8 июля 1790 года фрегат «Апостол Андрей» участвовал Керченском сражении.
В августе того же года, фрегат в составе эскадры, перешёл в район Очакова, где 28 августа участвовал в сражении у мыса Тендра, после которого преследовал турецкие суда. Утром 29 августа, догнав флагманский турецкий корабль Саид-бея «Капудание», фрегат вступил с ним в одиночный бой, в результате которого турецкий корабль загорелся. Русскими кораблями, подошедшими на помощь, с горящего судна была снята часть экипажа, после чего «Капудание» взорвался и затонул.
С 16 октября по 14 ноября 1790 года входил в состав эскадры, обеспечивающей прикрытие перехода гребной флотилии из Днепровского лимана на Дунай. За отличие был награждён орденом Святого Владимира 4 степени, а 9 февраля 1791 года — орденом Святого Георгия 4 класса № 798.
В 1791—1797 годах командовал 66-пушечным линейным кораблём «Богоявление Господне» в Чёрном море. 1 января 1796 года произведён в капитаны бригадирского ранга, командовал 2-й эскадрой Черноморского флота. 30 сентября 1797 года произведён в контр-адмиралы, командовал 1-й эскадрой Черноморского флота. В 1798—1804 годах находился в Севастополе, командуя эскадрами. 14 марта 1801 года произведён в вице-адмиралы. 27 января 1805 года уволен от службы. Умер в 1819 году.